# SHV-Grossfeld-Cup 2017
Der SHV-Grossfeld-Cup 2017 war die 76. Austragung des Schweizer Handballgrossfeld-Cup-Wettbewerbs der Männer.
Aufgrund des 50-Jahr-Jubiläums des HC Horgens fand das Finalturnier in Horgen statt, und der HC Horgen war direkt für dieses qualifiziert. Der Titelverteidiger BSV Borba Luzern nahm nicht am Cup teil.

## Modus

### Qualifikationsrunde
Die Qualifikationsrunde bestand aus 3 Gruppen à je 5 Mannschaften, die im Modus «Jeder gegen jeden» mit je einem Heim- oder Auswärtsspiel um den Finalrundeneinzug spielten. Bei Punktgleichheit entschied die bessere Tordifferenz.
Die Spieldauer betrug in der Gruppe 1 2 × 25 Minuten mit einer 10-minütigen Pause, die Spiele gegen die Frauenmannschaft des Yellow Winterthur SPL dauerten nur 2 × 15 Minuten.
In den Gruppen 2 und drei betrug die Spieldauer 2 × 20 Minuten.

### Finalrunde
In der Finalrunde spielten die 3 Gruppensieger und der HC Horgen im Modus «Jeder gegen jeden» mit je einem Heim- oder Auswärtsspiel um den Schweizer Grossfeld-Cup. Bei Punktgleichheit entschied die bessere Tordifferenz.
Die Spieldauer in der Finalrunde betrug 2 × 25 Minuten.

## Finalrunde

### Rangliste
| Pl.                              |  | Verein                         | Sp. | S | U | N | Tore    | Diff. | Punkte |
| -------------------------------- |  | ------------------------------ | --- | - | - | - | ------- | ----- | ------ |
| 1.                               |  | TV Zofingen                    | 3   | 3 | 0 | 0 | 070:370 | +33   | 06:00  |
| 2.                               |  | HC Horgen                      | 3   | 1 | 1 | 1 | 063:500 | +13   | 03:30  |
| 3.                               |  | GC Amicitia Zürich             | 3   | 1 | 1 | 1 | 054:520 | +2    | 03:30  |
| 4.                               |  | SG Yellow/Pfadi/U19 Winterthur | 3   | 0 | 0 | 3 | 030:780 | −48   | 00:60  |
| Quelle: SHV, Stand: 2. Juli 2017 |  |                                |     |   |   |   |         |       |        |

| Zum Cupende 2017: |                           |
|                   |                           |
|                   | Sieger Grossfeld-Cup 2017 |

### Spiele
| 2. Juli 2017 10:00 Uhr | HC Horgen    | 21:21 | GC Amicitia Zürich | Fussballplatz Waldegg, Horgen Zuschauer: 21 Schiedsrichter: Joss |
| 2. Juli 2017 10:00 Uhr |              |       |                    | Fussballplatz Waldegg, Horgen Zuschauer: 21 Schiedsrichter: Joss |
| 2. Juli 2017 10:00 Uhr | Spielbericht |       |                    | Fussballplatz Waldegg, Horgen Zuschauer: 21 Schiedsrichter: Joss |

| 2. Juli 2017 11:00 Uhr | SG Yellow/Pfadi/U19 Winterthur | 10:30 | TV Zofingen | Fussballplatz Waldegg, Horgen Zuschauer: 20 Schiedsrichter: Joss |
| 2. Juli 2017 11:00 Uhr |                                |       |             | Fussballplatz Waldegg, Horgen Zuschauer: 20 Schiedsrichter: Joss |
| 2. Juli 2017 11:00 Uhr | Spielbericht                   |       |             | Fussballplatz Waldegg, Horgen Zuschauer: 20 Schiedsrichter: Joss |

| 2. Juli 2017 12:00 Uhr | HC Horgen    | 31:11 | SG Yellow/Pfadi/U19 Winterthur | Fussballplatz Waldegg, Horgen Zuschauer: 25 Schiedsrichter: Künzle |
| 2. Juli 2017 12:00 Uhr |              |       |                                | Fussballplatz Waldegg, Horgen Zuschauer: 25 Schiedsrichter: Künzle |
| 2. Juli 2017 12:00 Uhr | Spielbericht |       |                                | Fussballplatz Waldegg, Horgen Zuschauer: 25 Schiedsrichter: Künzle |

| 2. Juli 2017 13:00 Uhr | GC Amicitia Zürich | 16:22 | TV Zofingen | Fussballplatz Waldegg, Horgen Zuschauer: 26 Schiedsrichter: Eichenberger |
| 2. Juli 2017 13:00 Uhr |                    |       |             | Fussballplatz Waldegg, Horgen Zuschauer: 26 Schiedsrichter: Eichenberger |
| 2. Juli 2017 13:00 Uhr | Spielbericht       |       |             | Fussballplatz Waldegg, Horgen Zuschauer: 26 Schiedsrichter: Eichenberger |

| 2. Juli 2017 14:00 Uhr | HC Horgen    | 11:18 | TV Zofingen | Fussballplatz Waldegg, Horgen Zuschauer: 50 Schiedsrichter: Eichenberger |
| 2. Juli 2017 14:00 Uhr |              |       |             | Fussballplatz Waldegg, Horgen Zuschauer: 50 Schiedsrichter: Eichenberger |
| 2. Juli 2017 14:00 Uhr | Spielbericht |       |             | Fussballplatz Waldegg, Horgen Zuschauer: 50 Schiedsrichter: Eichenberger |

| 2. Juli 2017 15:00 Uhr | GC Amicitia Zürich | 17:9 | SG Yellow/Pfadi/U19 Winterthur | Fussballplatz Waldegg, Horgen Zuschauer: 15 Schiedsrichter: Künzle |
| 2. Juli 2017 15:00 Uhr |                    |      |                                | Fussballplatz Waldegg, Horgen Zuschauer: 15 Schiedsrichter: Künzle |
| 2. Juli 2017 15:00 Uhr | Spielbericht       |      |                                | Fussballplatz Waldegg, Horgen Zuschauer: 15 Schiedsrichter: Künzle |

## Qualifikationsrunde

### Gruppe 1 / Winterthurer Grossfeldtrophy (Samstag)
Der  GC Amicitia Zürich qualifizierte sich über die Winterthurer Grossfeldtrophy vom Samstag.

### Gruppe 2 / Winterthurer Grossfeldtrophy (Sonntag)
Die  SG Yellow/Pfadi/U19 Winterthur qualifizierte sich über die Winterthurer Grossfeldtrophy vom Sonntag.

### Gruppe 3

#### Rangliste
| Pl.                               |  | Verein                 | Sp. | S | U | N | Tore    | Diff. | Punkte |
| --------------------------------- |  | ---------------------- | --- | - | - | - | ------- | ----- | ------ |
| 1.                                |  | TV Zofingen            | 4   | 3 | 1 | 0 | 072:530 | +19   | 07:10  |
| 2.                                |  | SG TV Magden/TV Möhlin | 4   | 3 | 0 | 1 | 060:530 | +7    | 06:20  |
| 3.                                |  | SV Lägern Wettingen    | 4   | 1 | 2 | 1 | 062:530 | +9    | 04:40  |
| 4.                                |  | BSV RW Sursee Plus     | 4   | 1 | 1 | 2 | 048:610 | −13   | 03:50  |
| 5.                                |  | SG Seetal              | 4   | 0 | 0 | 4 | 052:740 | −22   | 00:80  |
| Quelle: SHV, Stand: 18. Juni 2017 |  |                        |     |   |   |   |         |       |        |

| Zum Rundenende 2017: |                                  |
|                      |                                  |
|                      | Qualifikation für die Finalrunde |
|                      |                                  |

#### Spiele
| 18. Juni 2017 9:30 Uhr | TV Zofingen | 16:16 | SV Lägern Wettingen | Fussballplatz Bezirksschulhaus, Zofingen |
| 18. Juni 2017 9:30 Uhr | (7:6)       |       |                     | Fussballplatz Bezirksschulhaus, Zofingen |
| 18. Juni 2017 9:30 Uhr | [ 4 ]       |       |                     | Fussballplatz Bezirksschulhaus, Zofingen |

| 18. Juni 2017 10:15 Uhr | SG TV Magden/TV Möhlin | 16:10 | BSV RW Sursee Plus | Fussballplatz Bezirksschulhaus, Zofingen |
| 18. Juni 2017 10:15 Uhr | (8:6)                  |       |                    | Fussballplatz Bezirksschulhaus, Zofingen |
| 18. Juni 2017 10:15 Uhr | [ 4 ]                  |       |                    | Fussballplatz Bezirksschulhaus, Zofingen |

| 18. Juni 2017 11:00 Uhr | SG Seetal | 13:23 | SV Lägern Wettingen | Fussballplatz Bezirksschulhaus, Zofingen |
| 18. Juni 2017 11:00 Uhr | (6:9)     |       |                     | Fussballplatz Bezirksschulhaus, Zofingen |
| 18. Juni 2017 11:00 Uhr | [ 4 ]     |       |                     | Fussballplatz Bezirksschulhaus, Zofingen |

| 18. Juni 2017 11:45 Uhr | TV Zofingen | 17:14 | SG TV Magden/TV Möhlin | Fussballplatz Bezirksschulhaus, Zofingen |
| 18. Juni 2017 11:45 Uhr | (10:6)      |       |                        | Fussballplatz Bezirksschulhaus, Zofingen |
| 18. Juni 2017 11:45 Uhr | [ 4 ]       |       |                        | Fussballplatz Bezirksschulhaus, Zofingen |

| 18. Juni 2017 12:30 Uhr | BSV RW Sursee Plus | 12:12 | SV Lägern Wettingen | Fussballplatz Bezirksschulhaus, Zofingen |
| 18. Juni 2017 12:30 Uhr | (7:6)              |       |                     | Fussballplatz Bezirksschulhaus, Zofingen |
| 18. Juni 2017 12:30 Uhr | [ 4 ]              |       |                     | Fussballplatz Bezirksschulhaus, Zofingen |

| 18. Juni 2017 13:15 Uhr | SG Seetal | 15:18 | SG TV Magden/TV Möhlin | Fussballplatz Bezirksschulhaus, Zofingen |
| 18. Juni 2017 13:15 Uhr | (7:9)     |       |                        | Fussballplatz Bezirksschulhaus, Zofingen |
| 18. Juni 2017 13:15 Uhr | [ 4 ]     |       |                        | Fussballplatz Bezirksschulhaus, Zofingen |

| 18. Juni 2017 14:00 Uhr | TV Zofingen | 20 :12 | BSV RW Sursee Plus | Fussballplatz Bezirksschulhaus, Zofingen |
| 18. Juni 2017 14:00 Uhr | (10 :6)     |        |                    | Fussballplatz Bezirksschulhaus, Zofingen |
| 18. Juni 2017 14:00 Uhr | [ 4 ]       |        |                    | Fussballplatz Bezirksschulhaus, Zofingen |

| 18. Juni 2017 14:45 Uhr | SG TV Magden/TV Möhlin | 12:11 | SV Lägern Wettingen | Fussballplatz Bezirksschulhaus, Zofingen |
| 18. Juni 2017 14:45 Uhr | (6:4)                  |       |                     | Fussballplatz Bezirksschulhaus, Zofingen |
| 18. Juni 2017 14:45 Uhr | [ 4 ]                  |       |                     | Fussballplatz Bezirksschulhaus, Zofingen |

| 18. Juni 2017 15:30 Uhr | SG Seetal | 13:14 | BSV RW Sursee Plus | Fussballplatz Bezirksschulhaus, Zofingen |
| 18. Juni 2017 15:30 Uhr | (6 :10)   |       |                    | Fussballplatz Bezirksschulhaus, Zofingen |
| 18. Juni 2017 15:30 Uhr | [ 4 ]     |       |                    | Fussballplatz Bezirksschulhaus, Zofingen |

| 18. Juni 2017 16:15 Uhr | TV Zofingen | 19:11 | SG Seetal | Fussballplatz Bezirksschulhaus, Zofingen |
| 18. Juni 2017 16:15 Uhr | (10:3)      |       |           | Fussballplatz Bezirksschulhaus, Zofingen |
| 18. Juni 2017 16:15 Uhr | [ 4 ]       |       |           | Fussballplatz Bezirksschulhaus, Zofingen |